# Timberborn
Timberborn — це містобудівна відеогра у дочасному доступі, розроблена та видана Mechanistry. Гравці допомагають колонії бобрів виживати в умовах обмежених ресурсів.

## Ігровий процес
Гравці керують колонією бобрів у постапокаліптичній пустелі, де люди вимерли. Гравці будують міста, використовуючи дамби, щоб зробити пустку більш придатною для життя, і водяні колеса для енергії . Гравці повинні готуватися до періодів посухи, під час яких рівень води падає. Це може призвести до загибелі врожаю та ускладнити збір деревини, необхідної для будівництва. Нові поселення можна будувати будь-коли, і вони управляються окремо.  З часом відкриваються нові технології. 

## Розвиток
| 2019 | Альфа версія                                          |
| 2020 | Бета версія                                           |
| 2021 | Демо версія Випуск раннього доступу Оновлення 1       |
| 2022 | Оновлення 2 Оновлення 3                               |
| 2023 | Оновлення 4                                           |
| 2024 | Оновлення 5 - Badwater Оновлення 6 - Wonders of water |

Розробник Mechanistry знаходиться в Польщі. Timberborn увійшла в альфа-версію 18 листопада 2019 року, а закрите бета-тестування  розпочалось18 червня 2020 року. Демо версія гри Timberborn вийшла 26 січня 2021 року. Початкова версія гри не містила симуляції води та мала зелені ділянки з рівнями води, що знижувалися під час посухи. Після дослідження симуляції води, заснованих на фізиці, Mechanistry зрозумів, що це відкриває більше можливостей. Вони змінили ландшафт на більш пустельний, впровадили системи зрошення і греблі, та дали бобрам можливість плавати. Timberborn перейшла у ранній доступ 15 вересня 2021 року. Станом на  жовтень 2024 , Timberborn отримала шість великих оновлень після виходу в ранній доступ.

### Оновлення 1
Перше велике оновлення для Timberborn було випущено 17 грудня 2021 року. У ньому з'явилися нові способи видобутку і використання металу, нові водяні насоси та водяні колеса, нове дерево — каштан, а також дві рослини: рогіз і спаржа. Було додано нову наукову будівлю та нові атракціони. Оновлення 1 також включало нові та оновлені будівлі для переробки ресурсів. Крім того, у ньому були внесені зміни для покращення балансу та виправлення помилок.

### Оновлення 2
Друге велике оновлення Timberborn було випущене 14 вересня 2022 року. Основна увага приділялась големам, додавши їх самих та будівлі пов'язані з ними. Оновлення 2 також включало тераформування, нову наукову будівлю та батарею. Крім того, було впроваджено дві нові функції: можливість міграції населення та переробку системи добробуту з додаванням двох будівель і нового статусу. Останнім доповненням в оновленні стали негативні ефекти та все що з ними пов’язане, включаючи нові статуси, будівлі та новий ресурс -кульбаба. Оновлення також включало зміни для балансу та виправлення помилок. 

### Оновлення 3
Третє велике оновлення для Timberborn було випущено 15 грудня 2022 року. Основна увага була приділена системі зберігання: додано кілька нових будівель для зберігання та оновлено всі існуючі. Оновлення 3 перейменувало големів на ботів і внесло зміни в будівлі для фракцій Folktails і Iron Teeth, щоб зробити їх більш унікальними. Було додано можливість переробки будівель, що дозволяє повертати ресурси. Подібно до оновлення 2, оновлення 3 оновило панелі поселення та міграції. Крім того, він включав зміни в аудіо, балансу та виправлення помилок. 

### Оновлення 4
Четверте велике оновлення Timberborn було випущено 24 травня 2023 року. Оновлення головним чином  зосереджувалося на сільському господарстві, додавши сім нових культур: кольрабіс, ріпак, маніок, кукурудзу, баклажани та кавові кущі, два нових дерева: мангрове дерево та дуб, а також п’ять будівель. Оновлення 4 також представило нові пам’ятники, додало дві будівлі та оновило дві існуючі.  Як і два попередні оновлення, оновлення 4 знову змінило систему районів, замінивши окружні ворота на окружний перетин. Додано також нову карту. Крім того, були внесені зміни в баланс, аудіо, візуальні оновлення та виправлення помилок. 

### Оновлення 5 - Badwater
П’яте велике оновлення для Timberborn, під назвою Badwater, було випущено 18 січня 2024 року. Це оновлення зосереджувалось на новій токсичній речовині під назвою Badwater, яка витікає з джерел «поганої води» та заражає бобрів, вилікувати яких можна  лише за допомогою антидоту. Під час появи лиха, погана вода замінює звичайну воду. Разом із появою цієї нової речовини було додано багато пов’язаних будівель. Щоб інтегрувати нововведення, систему зрошення було повністю перероблено та всі дванадцять карт гри зазнали змін. Крім «поганої води», в оновленні 5 були представлені кілька нових атракціонів і декоративних елементів. також воно включало зміни балансу, візуальні оновлення та виправлення помилок. 

### Оновлення 6 - Wonders of Water
Шосте велике оновлення для Timberborn, під назвою  Wonders of Water, було випущено 10 жовтня 2024 року. Це оновлення суттєво змінило фізику води в грі: спочатку симуляція води використовувало 2D модель, але це оновлення замінило її на систему 3D симуляції води. Деякі існуючі карти та структури в грі було оновлено, щоб використовувати переваги нової системи, а також було  додано кілька нових допоміжних структур. Окрім змін води у симуляції, оновлення представило «Чудеса» — великі, дорогі споруди, які можуть слугувати кінцевою метою гри, офіційну підтримку модифікації та низку інших змін.  

## Рецепція
Порівнюючи з іграми, створеними під впливом Banished, Rock Paper Shotgun похвалив Timberborn  за те, що гра фокусується не лише на виживанні у умовах нестачі ресурсів. Особливо їм сподобалося, що міста можна налаштовувати, а гравці можуть навчитися використовувати різні особливості для створення успішних міст.  PC Gamer зазначив, що гра має «беззаперечний шарм» і «надзвичайно приємний час», але станом на 2021 рік не використовує тематику бобрів в повній мірі, що могло б допомогти їй виділитися серед інших ігор жанру будівництва міст.  На відміну від цього, Polygon сподобались елементи, пов'язані з  бобрами, які вони вважали дуже милими. 
Станом на вересень 2023 року, Timberborn продалася більш ніж у 1 мільйоні примірників. 